# کاوش‌پذیری

کاوش‌پذیری یا جستجوپذیری (به انگلیسی: Discoverability) به درجه‌ای گفته می‌شود که در جستجوی یک فایل، پایگاه داده یا دیگر سامانه‌های اطلاعاتی می‌توان چیزی، به‌ویژه یک قطعه از محتوا یا اطلاعات را یافت. کاوش‌پذیری در علم کتابداری و اطلاع‌رسانی، بسیاری از جنبه‌های رسانه‌های دیجیتال، نرم‌افزار و توسعه وب، و در بازاریابی یک نگرانی است، زیرا اگر مردم نتوانند آن را بیابند یا نفهمند برای چه چیزی می‌توان از آن استفاده کرد، نمی‌توان از محصولات و خدمات استفاده کرد.
کاوش‌پذیری به ویژگی‌های دیگری که بر سودمندی یک قطعه اطلاعات تأثیر می‌گذارد، مرتبط است، اما با کاربرد آن متفاوت است.